# Boulevard Marbeau
Pour les articles homonymes, voir Marbeau.
Le boulevard Marbeau est une voie du 16e arrondissement de Paris, en France.

## Situation et accès
Le boulevard Marbeau est une voie privée situé dans le 16e arrondissement de Paris. Il débute au 23, rue Marbeau et se termine en impasse.

## Origine du nom
Il porte le nom de la famille anciennement propriétaire des terrains.

## Historique
La voie, créée en 1900 en bordure de la ligne de Petite Ceinture sous le nom de « boulevard Lannes-Sud », est renommée en 1912 puis est ouverte à la circulation publique par un arrêté du 23 juin 1959. La voie ferrée ouverte en tranchée ouverte sera recouverte vers 1930.